# 銚子町
銚子町（ちょうしまち）は、千葉県海上郡に存在した町。現在の銚子市北東部、おおむね銚子駅の北側一帯に位置していた。
現在の銚子市は1933年に新設合併で誕生したものであり、本町とは別の自治体である。

## 地理
- 現在の銚子市の町名では新生町・今宮町・上野町・唐子町・清川町・栄町・三軒町・台町・中央町・東芝町・双葉町・西芝町・妙見町・八幡町・若宮町が旧・銚子町の町域にあたる。
- 町は利根川の南岸に位置している。
- 町域の多くは平地になっている。

## 歴史
- 1889年（明治22年）4月1日 - 町村制施行に伴い、新生村、荒野村、今宮村が合併して発足。
- 1897年（明治30年）6月1日 - 総武鉄道の成東駅 - 銚子駅間の延伸に伴い銚子駅が開業。
- 1900年（明治33年）3月28日 - 銚子駅 - 新生駅間の貨物支線が開業（1978年廃止）。
- 1907年（明治40年）9月1日 - 総武鉄道が国有化。
- 1933年（昭和8年）2月11日 - 本銚子町、西銚子町、豊浦村と合併し、銚子市が発足。同日銚子町廃止。

| 1868年 以前 | 1868年 以前 | 明治22年 4月1日 | 昭和8年 2月11日 | 現在   |
| ----------- | ----------- | --------------- | --------------- | ------ |
|             | 新生村      | 銚子町          | 銚子市          | 銚子市 |
|             | 荒野村      | 銚子町          | 銚子市          | 銚子市 |
|             | 今宮村      | 銚子町          | 銚子市          | 銚子市 |

## 経済
農業
『大日本篤農家名鑑』によると、銚子町の篤農家は「奥田長策、岡田源吉、宮内瑞枝、土谷安兵衛、青木與四郎、大里庄治郎、石上忠平、丸山榮三郎、長野喜久次郎」などがいた。

## 人口・世帯

### 人口
総数 [単位： 人]
| 1891年（明治24年） | 7,739 |
| 1908年（明治41年） | 8,902 |
| 1920年（大正 9年） | 9,933 |

### 世帯
総数 [単位： 世帯]
| 1920年（大正 9年） | 1,958 |

## 教育施設
- 千葉県立銚子商業学校（現・千葉県立銚子商業高等学校）
- 千葉県立銚子高等女学校（現・千葉県立銚子高等学校）
- 銚子商業補習学校
- 銚子青年訓練所
- 銚子尋常高等小学校（現・銚子市立双葉小学校）
- 銚子尋常高等小学校附属幼稚園
- 銚子図書館
- 公正会館（現・銚子市中央地区コミュニティセンター、銚子市公正図書館）

## 交通

### 鉄道
- 日本国有鉄道（ → 東日本旅客鉄道）
  - ■総武本線
    - 銚子駅 - 新生駅（貨物駅）
- 銚子鉄道（ → 銚子電気鉄道）
  - ■銚子鉄道線（ → 銚子電気鉄道線）
    - 銚子駅 - 仲ノ町駅

## 出身・ゆかりのある人物
- 岡田幸三郎（塩水港精糖社長）
- 五代上野松次郎（旧姓・鵜月、肥料商、栃木県多額納税者、資産家、上野松次郎商店代表取締役、衆議院議員）[3]
- 和歌森太郎（歴史学者、民俗学者）